# Хворостиніно
Хворостинино  (рос. Хворостинино) - присілок, підпорядкований місту Волоколамську Московської області Російської Федерації.
Муніципальне утворення — Волоколамський міський округ. У 2006-2019 роках органом місцевого самоврядування було міське поселення Волоколамськ. Населення становить 31 особу (2013).

## Географія
Село розташоване поруч із річкою Лама на захід від Волоколамська, поруч із Новоризьким шосе. Найближчі населені пункти Тимково, Беркіно.

## Історія
З 14 січня 1929 року входить до складу новоутвореної Московської області. Раніше належало до Волоколамського повіту Московської губернії. Належало до Волоколамського району до його ліквідації 9 червня 2019 року.
Сучасне адміністративне підпорядкування з 2019 року.

## Населення
| 1852 | 1859 | 1926 | 2002 | 2006 | 2010 |
| ---- | ---- | ---- | ---- | ---- | ---- |
| 87   | ↗138 | ↗185 | ↘31  | ↘29  | ↗31  |